# وليم نصار
وليم نصار مؤلف موسيقي ومغن وسياسي لبناني مقيم في كندا منذ العام 1993، وهو يعتبر من أنجح المؤلفين الموسيقيين الكنديين من أصول عربية.

## مسيرته الفنية
أرسى إلى جانب سامي حواط، مارسيل خليفة، احمد قعبور، زياد رحباني وسميح شقير وخالد الهبر خط الأغنية الملتزمة في لبنان وسوريا والوطن العربي؛ كما حقق حضورا لبنانيا وعربيا وعالميا كمؤلف موسيقي ومغن، وكعضو في مؤسسات موسيقية دولية مختلفة، ويعتبر من أهم فناني أغنية الاحتجاج، أو ما اعترف على تسميتها بالاغنية السياسية، الذين يدعون للسلام واللاعنف.
حققت أعمال وليم نصار الموسيقية والغنائية انتشارا واسعا في لبنان، سوريا، فلسطين والأردن، بالإضافة إلى دول عربية أخرى، وعلى نفس المقدار في أمريكا الشمالية والولايات المتحدة الأمريكية وأوروبا، خاصة بعد أغنيته " على طريق عيتات" التي صدرت عام 1986 وحققت شهرة واسعة، والتي أعاد تسجيلها بتوزيع جديد في العام 2015 وصدرت ضمن ألبوم شو بتشبهي الرمان بعنوان «ترتيلة حمرا». حصل وليم نصار على العديد من الجوائز العالمية الموسيقية، كما حصل على العديد من جوائز التقدير من قبل مهرجانات موسيقية محلية ودولية، ومن منظمات مدنية مختلفة (وسام الاستحقاق وجواز سفر دبلوماسي فلسطيني فخري من السلطة الوطنية الفلسطينية تقديرا لنشاطه الموسيقي والثقافي والأكاديمي في دعم القضية الفلسطينية، مهرجان الموسيقى الاثنية الدولي، جمعية الخريجين العرب من جامعات أمريكا الشمالية).
وليم نصار هو المؤلف الموسيقي الوحيد من أصول عربية الذي يتمتع بعضوية جمعية المؤلفين الموسيقيين الكنديين "سوكان"، كما أنه المؤلف الموسيقي العربي الوحيد الذي منح عضوية "المواطن العالمي" والتي هي منظمة إنسانية تابعة للامم المتحدة، لدوره في نشر السلام عبر الموسيقى وتخصيص نصف ريع إنتاجه الموسيقي لعلاج الأطفال المصابين بالسرطان.
أغنيات وموسيقى
على طريق عيتات (نص موسيقى وأداء وليم نصار)

### (قصة أغنية على طريق عيتات)
على طريق عيتات، أو كما هي معروفة باسم «عيتات»، هي أول أغنية كتب كلماتها وموسيقاها وقام بأدائها المؤلف الموسيقي والمغني السياسي وليم نصار عندما كان لا يزال مقيما في لبنان، بيروت.
أغنية على طريق عيتات كتبت لتكريم سيرة صديق وليم نصار المناضل الشيوعي أنور ياسين، الذي اعتقل في سجون الاحتلال لمدة 19 عاما لدوره في تحرير جنوب لبنان من الاحتلال الإسرائيلي ضمن صفوف جبهة المقاومة الوطنية اللبنانية (جمّول)، التي أسسها وقادها الحزب الشيوعي اللبناني في العام 1982، وأصبحت الأغنية الأكثر شهرة منذ ذلك الوقت حتى اليوم.
تعتبر أغنية على طريق عيتات الأكثر شهرة وانتشارا بين جميع الأغنيات السياسية في الشرق الأوسط والبلدان المحيطة، وفي نفس الوقت، هي الأغنية الأكثر تعرضا للسرقة من هواة الغناء، الذين يقومون بتغيير بعض الكلمات في الأغنية لتخدم أجندات سياسية، أو لاكتساب شهرة سريعة؟
منذ تأليف الأغنية في العام 1986، والأغنية تنتقل من جيل إلى آخر لسبب أن كلماتها تتحدث عن قصة وأحداث حقيقية، وكذلك لبساطة اللحن.
بعد عدة محاولات لحل مشكلة السرقة المتكررة للأغنية من قبل بعض المغنين، والتي لم توصل إلى نتيجة بسبب انعدام ثقافة احترام الملكية الفكرية في بعض الدول العربية مثل: لبنان، سورية وفلسطين، لم يترك لصاحب الأغنية أي خيار سوى التوجه للقانون ورفع دعوى قضائية على كل من سرق الأغنية وغير في كلماتها، ونذكر منهم: اللبنانية مي نصر، وقد اعترفت بسرقة الاغنية، والسوريون منار حيدر ووصفي معصراني وجودي، والفلسطينية تيريز سليمان، والدعوى القضائية مرفوعة في كل من الولايات المتحدة الأمريكية، أمريكا الشمالية وأوروبا، وجاء في حيثيات الدعوى:
1. سرقة الأغنية وتجاهل حقوق المؤلف الفكرية والمعنوية.
2. تغيير الكلمات لخدمة أجندات سياسية.
3. تغيير الكلمات دون إذن مسبق.
4. استخدام الأغنية في حفلات يقيمها هؤلاء المغنون دون إذن مسبق.
على طريق عيتات محمية بناء على قانون حماية الملكية الفكرية تحت المعلومات التالية:
رقم التسجيل الدولي ISRC: TCACO1672776
الوسم Label: IMusician :: William Nassar
الناشر والموزع Publisher: SOCAN :: Audiam)
- مقاومة (موسيقى وليم نصار)
- بحبك كأنك حمص (تراك رقم 6 من ألبوم شو بتشبهي الرمان)
- موسيقى جاز إلى مريم (تراك رقم 3 من ألبوم شو بتشبهي الرمان)
- شو بتشبهي الرمان (تراك رقم 8 من ألبوم شو بتشبهي الرمان)

حوارات وريبورتاجات تلفزيونية وإذاعية

- خليك بالبيت (حاوره زاهي وهبي)
- إعلان فوز وليم نصار بأفضل مقطوعة موسيقية في مهرجان الموسيقى الاثنية العالمي في كيبيك
- ريبورتاج عن وليم نصار على تلفزيون كندا
- جمعية خريجي الجامعات الأمريكية تكرم وليم نصار بدرع الابداع الموسيقي المهجري
- الجزء الأول من حوار على أثير الإذاعة اللبنانية (صوت الشعب برنامج حوار فاتن)
- الجزء الثاني من حوار على أثير الإذاعة اللبنانية (صوت الشعب برنامج حوار فاتن)
- مقابلة راديو كيبيك

## رفضه لجائزة عالمية
امتنع وليم نصّار عن تسلّم جائزة «أفضل مقطوعة موسيقية» في مهرجان في كيبيك، حيث كان عليه مصافحة مؤلفة موسيقية إسرائيلية، وقال نصار «لست بحاجة إلى تلك الجائزة، ولتقطع يدي ألف مرة قبل أن أصافح ممثلة دولة محتلة لبلادنا وتقتل أطفالنا كل يوم، وإذا كان حصولي على الجائزة مرهوناً بهذا الشرط فأنا لا يشرّفني أخذ جائزة على حساب محو ذاكرتنا ودمائنا».
وقد كُرم وليم نصار بجواز سفر فلسطيني دبلوماسي فخري لدوره برفع الصوت لفك الحصار عن غزة.